# Xu Qinxian
Xu Qinxian, né en 1935 et mort le 8 janvier 2021, était le commandant de la 38e armée du groupe de l'Armée populaire de libération de Chine qui refusa d'utiliser la force contre les manifestants à Pékin pendant les manifestations de la place Tiananmen en 1989. Xu Qinxian a été jugé en cour martiale, emprisonné pendant cinq ans et expulsé du Parti communiste chinois.

## Biographie
Né dans le comté de Dawu, province de Hubei, d'une famille paysanne, Xu Qinxian s'est porté volontaire pour intégrer l'armée après le déclenchement de la guerre de Corée. Initialement rejeté car mineur, il a été autorisé à s'engager après qu'il mordit son doigt et a écrit un appel avec son propre sang. Il devient un opérateur de chars de combat dans la 39e armée et en 1980, il était commandant de division de la 1re division blindée. En 1987, Xu Qinxian est devenu commandant de la 38e armée du groupe, basée à Baoding, province du Hebei.
Lors des manifestations de la place Tian'anmen en 1989, alors que l'occupation de la place entamait son deuxième mois et que les dirigeants chinois étaient déconcertés et divisés, les commandants supérieurs de l'Armée populaire de libération ont été convoqués au siège du Parti communiste chinois pour manifester leur soutien à l'utilisation de la force militaire.
Xu Qinxian est le seul cadre de l'armée qui refuse de se rallier à cette éventualité d'utiliser la force contre les manifestants constitués en majorité d'étudiants. Xu Qinxian, chef de la puissante Armée du 38e groupe, a déclaré que les manifestations relevaient d'un problème politique et devraient être réglées par des négociations et non par la force. Il indiquera ultérieurement à l'historien Yang Jisheng : « Je préférais être décapité que d'être un criminel aux yeux de l'histoire ».
Bien que le général Xu Qinxian fût aussitôt arrêté, le ton de sa réponse provoqua des frissons dans l'establishment du Parti communiste chinois, alimentant la spéculation d'une révolte militaire et renforçant la conviction des dirigeants que les manifestations dirigées par les étudiants n'étaient rien de moins qu'une menace mortelle pour le Parti communiste.
Contrairement aux rumeurs de l'époque, les documents montrent que les unités de l'armée ne se battaient pas les unes contre les autres. Mais ils montrent que la position du général Xu Qinxian contre l'utilisation probable de la force a attisé les craintes des dirigeants politiques que l'armée pourrait être entraînée dans les schismes politiques et a incité les vétérans du parti à mobiliser un grand nombre de troupes.
En fin de compte, le général Xu Qinxian a accepté de transmettre les ordres à ses officiers, mais pas de mener des troupes armées dans la capitale. Après son arrestation, il est expulsé du Parti communiste et a purgé quatre ans de prison. Selon un  chercheur, le général Xu Qinxian, en mauvaise santé, vivait dans un sanatorium pour les responsables militaires de la province du Hebei, dans le Nord de la Chine. Sa mort est annoncée le 8 janvier 2021.